# Nanwan, Luhe
Nanwan (kinesiska: 南万) är en köping i sydöstra Kina. Den ligger i Luhe härad i staden Shanwei i provinsen Guangdong, omkring 230 kilometer öster om provinshuvudstaden Guangzhou. Antalet invånare är 10 180. Befolkningen består av 4 955 kvinnor och 5 225 män. Barn under 15 år utgör 25,0 %, vuxna 15-64 år 67 %, och äldre över 65 år 6,0 %.